# ハービー・ニコルス
ハービー・ニコルス（Herbie Nichols、1919年1月3日 ニューヨーク・シティ – 1963年4月12日 ニューヨーク・シティ）は、アメリカ合衆国のジャズ・ピアニスト。
作曲家としても名高く、ジャズのスタンダード「レディ・シングス・ザ・ブルース」は代表作の一つである。生前は有名ではなかったが、歿後に多くのミュージシャンや評論家から高い評価を受けるようになった。

## 略歴
セントクリストファー島出身者とトリニダード島出身者を両親にマンハッタンのサンファン・ヒル地区に生まれ、ハーレムに育つ。知られている限りで最初の活動は、1937年にロイヤル・バロンズとの共演に遡るが、ニコルスは数年後のミントンズ・プレイハウスにおけるジャム・セッションをあまり楽しい経験とは認めていない。その場の張り合うような空気がニコルスの気性とは相容れなかったためである。ただしピアニスト仲間のセロニアス・モンクと親交を結んではいるものの、モンクにはっきりと軽視されたことは一層こたえたようである。
1941年に徴兵されて歩兵連隊に入隊する。戦後はさまざまな曲付けを手懸けるようになり、1952年にメアリー・ルー・ウィリアムズがニコルスの曲をいくつか録音する頃には、そこそこ名前が知られるようになっていた。ニコルスは1947年から、アルフレッド・ライオンに、ブルーノート・レーベルとの契約をしつこく哀願しており、ついに1955年と1956年にブルーノートで3枚のアルバムを制作した。これらのセッションのアウトテイクは、1980年代まで発表されなかった。ニコルスの「セレナーデ」は歌詞が付けられ、「レディ・シングス・ザ・ブルース」として、ビリー・ホリデイの代名詞となった。1957年には、最後のアルバムをベスレヘム・レコードで制作している。以上の音源は全てニコルスがリーダーを務めたもので、CD化もされている。
1963年に白血病のため亡くなった。

## 後世への影響
生涯の大半をディキシーランド・ジャズのミュージシャンとして活動せざるを得なかったが、本人はより実験的な種類のジャズを演奏することを好んだ。ディキシーランドにビバップ様式や、西インド諸島の民俗音楽、エリック・サティやバルトーク・ベーラに影響されたハーモニーを組み合せた、きわめて独創的な標題音楽によって、今日では特に高い評価を得ている。
ニコルスの楽曲は、ラズウェル・ラッドによって精力的に紹介されるようになった。ラッドは1960年代にニコルスと共演したことがあり、近年少なくとも3枚のアルバムでニコルスの楽曲を録音し、あるいはフィーチャーしている。1984年にスティーヴ・レイシー・クィンテットは、1984年のラヴェンナ・ジャズ・フェスティヴァルにおいて、ジョージ・ルイスやミシャ・メンゲルベルク、ハン・ベニンク、アリエン・ゴルターとともに、ニコルスの作品を上演した 。ニューヨークのグループ「ハービー・ニコルス・プロジェクト」は、録音されたことのない（その多くは米国議会図書館にニコルスが寄贈した）楽譜を集めて、これまでに3枚のアルバムを録音している。

## ディスコグラフィ

### リーダー・アルバム
- 『ザ・プロフェティック・ハービー・ニコルスVol.1』 - The Prophetic Herbie Nichols Vol. 1 (1955年、Blue Note) ※with アート・ブレイキー、アル・マッキボン
- 『ザ・プロフェティック・ハービー・ニコルスVol.2』 - The Prophetic Herbie Nichols Vol. 2 (1955年、Blue Note) ※with アート・ブレイキー、アル・マッキボン
- 『ハービー・ニコルス・トリオ』 - Herbie Nichols Trio (1956年、Blue Note) ※with マックス・ローチ、アル・マッキボンまたはテディ・コティック
- 『アイ・ジャスト・ラヴ・ジャズ・ピアノ』 - I Just Love Jazz Piano - Down And Out (1957年、Savoy) ※オムニバス・アルバム。ハービー・ニコルス・カルテットで3曲収録 (1952年録音)
- 『ラヴ、グルーム、キャッシュ、ラヴ』 - Love, Gloom, Cash, Love (1957年、Bethlehem) ※with ダニー・リッチモンド、ジョージ・デュヴァイヴィアー

### 参加アルバム
- Rex Stewart and his Dixielanders : Dixieland Free-For-All (1956年、Jazztone) ※1953年録音
- Vic Dickenson & Joe Thomas : Mainstream (1958年、Atlantic)